# Rotenberg

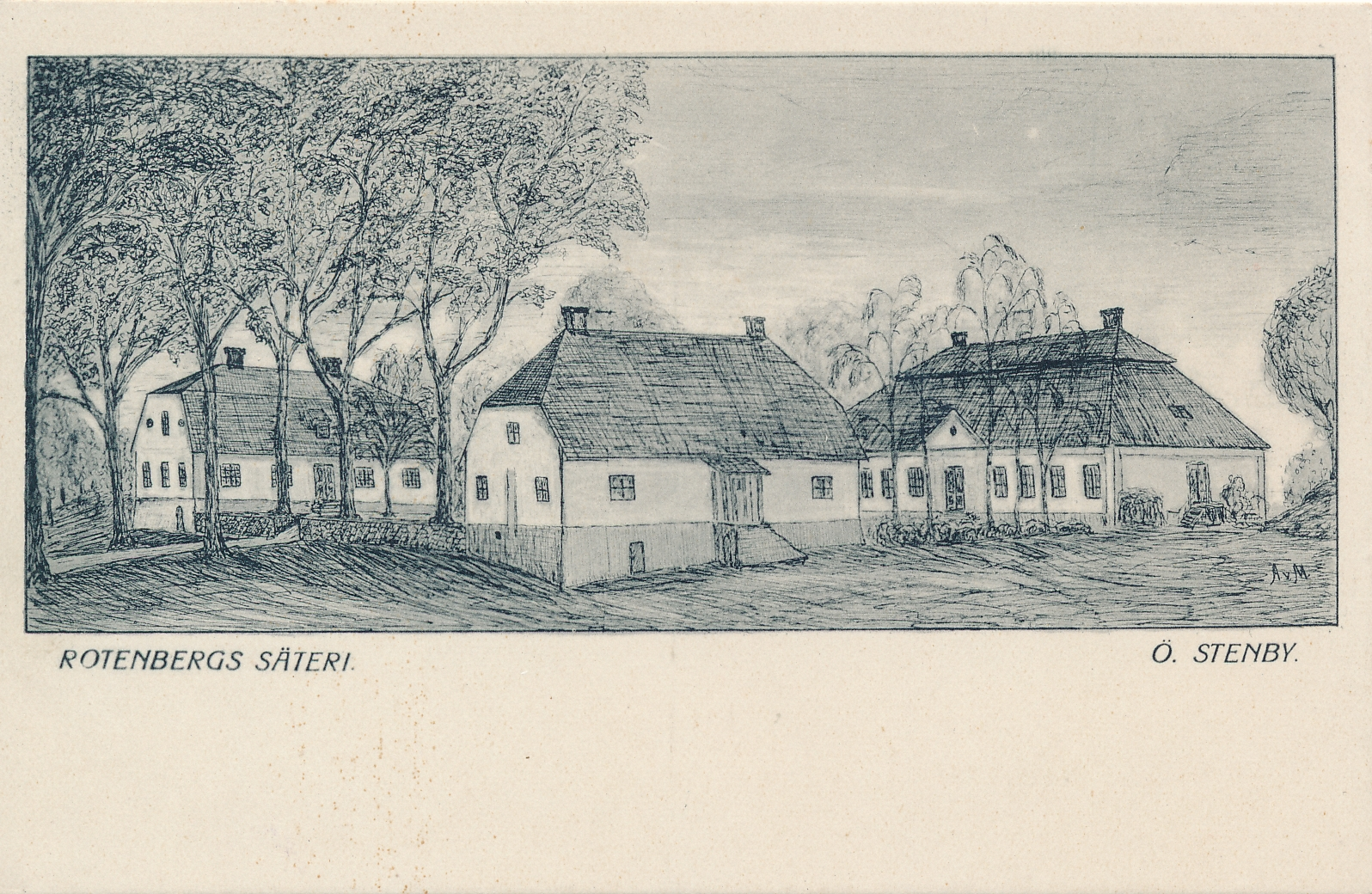

Rotenberg är ett säteri i Östra Stenby församling i Norrköpings kommun.
Säteriets huvudbyggnad uppfördes i karolinsk stil omkring 1700, vars timmerstomme är vitputsad. Dess interiör, bland annat väggbeklädnaden, härrör från 1700-talet. Ena flygeln är av sten och uppfördes 1775, medan den andra av reveterat timmer troligen är äldre, tillkomstår okänt. På utsidan är de båda dock vitputsade såsom huvudbyggnaden.
Rotenberg ägdes under 1600-talet av riksrådet och friherren Gustaf Kurck.